# Sam Hidalgo-Clyne
Samuel Peter Hidalgo-Clyne (Jayena, 4 agosto 1993) è un rugbista a 15 internazionale per la Scozia, mediano di mischia dell'Exeter.

## Biografia
Nativo di Jayena, nella provincia spagnola di Granada, Hidalgo-Clyne crebbe a Edimburgo fin dall'età di tre anni, quando la famiglia si stabilì in Scozia.
Si formò rugbisticamente nel Forrester, club della capitale scozzese, e nel 2012 giunse a 19 anni, oltre all'inserimento nella squadra giovanile dell'Edimburgo, la chiamata nella selezione U-20 per il mondiale di categoria.
Nel 2015 esordì con la nazionale maggiore scozzese contro la Francia nel corso del Sei Nazioni di quell'anno e pochi mesi più tardi, con otto presenze alle spalle di cui una sola da titolare, fu inserito nella rosa che prese parte alla Coppa del Mondo 2019.
Le sue apparizioni più recenti in nazionale fanno data al tour scozzese del 2018 in Argentina; in quello stesso periodo fu lasciato libero da Edimburgo per scadenza di contratto, e fu ingaggiato in Galles dagli Scarlets; tuttavia, prima della fine della stagione d'esordio, si trasferì in prestito ai londinesi Harlequins come rimpiazzo per l'infortunio di Charlie Mulchrone.
A giugno 2019, terminato consensualmente il contratto con gli Scarlets, Hidalgo-Clyne ha firmato un accordo, valido fino a novembre, con il club parigino del Racing 92 come rimpiazzo in sostituzione dei giocatori convocati per la Coppa del Mondo 2019.

## Palmarès
- Premiership: 1
Exeter: 2019-20
- Champions Cup: 1
Exeter: 2019-20